# Kärrabo

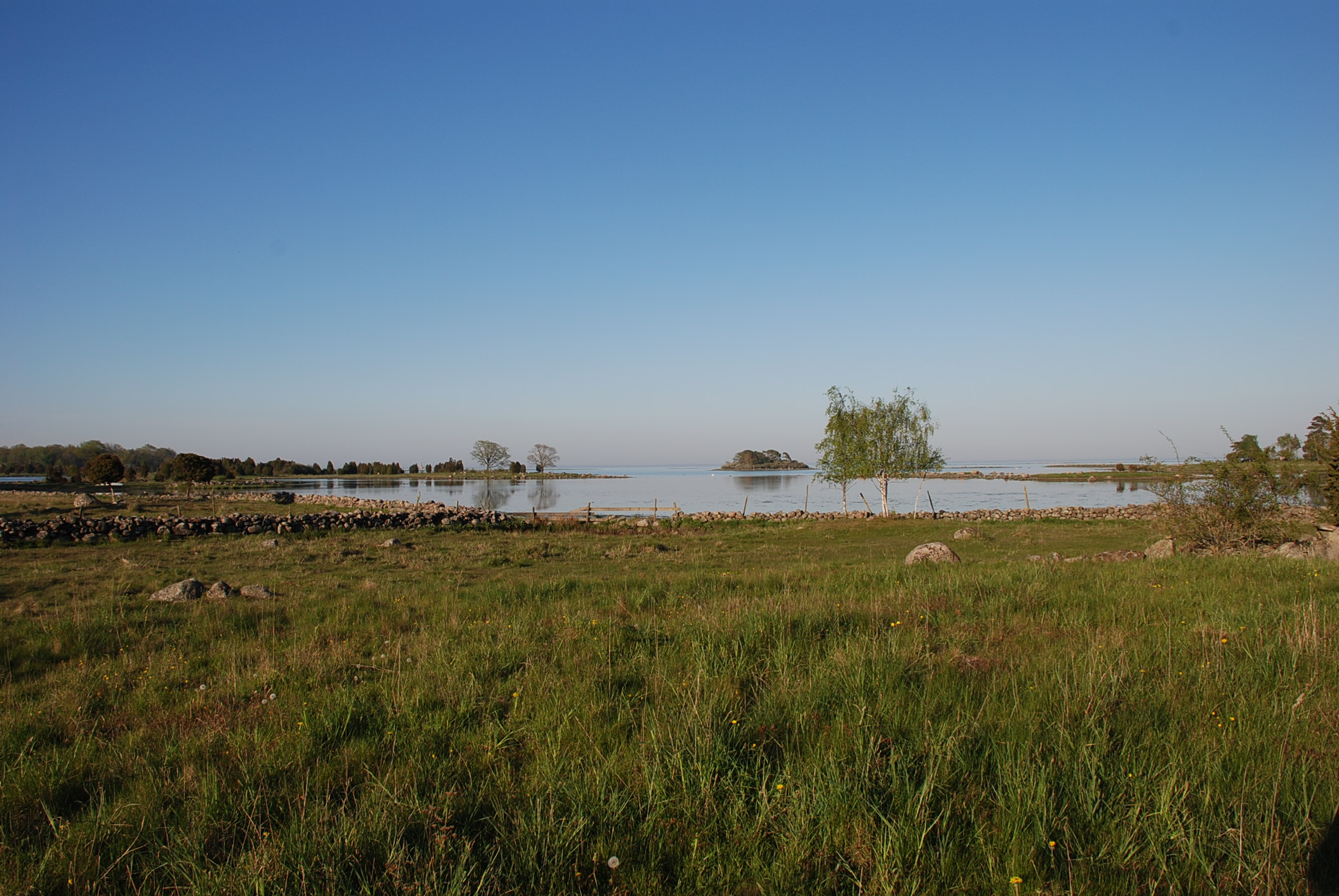
Kärraboviken

Kärrabo är en by i Söderåkra socken, Torsås kommun i Småland, Kalmar län.
Namnet Kärrabo är känt sedan 1539 och bestod då av en ensamgård som ägdes av kronan. På 1700-talet fanns två gårdar. Dessa var belägna på en nu försvunnen bytomt, nära ett område som i äldre tider varit en våtmark ("alkärret"). Denna våtmark är möjligen namngivare åt bebyggelsen. (Kärrabo = "bodarna vid kärret"). På 1800-talet fanns fyra gårdar, vars ägogränser fastslogs i det "laga skiftet" 1845. Dessa ägogränser gäller i stort sett än i dag. Under 1800- och 1900-talen uppstod ett antal mindre gårdar och bebyggelse utan tillhörande mark. Sedan tidigare fanns två torp, vilka nu är försvunna. Byn hade en kort tid egen skola. I dag är byn ett typiskt jordbrukslandskap, dominerat av mjölkproduktion. Här finns också flera hushåll som inte är involverade i jordbruket. Det kustnära området har många natursköna värden. Vid Kärraboviken finns bland annat understundom ett rikt fågelliv. Närmaste samhälle är Bergkvara, knappt tre kilometer norr om Kärrabo.
Bebyggelsen i Kärrabo är troligen en medeltida etablering. Området var dock befolkat redan under äldre stenåldern, vilket framgår av fynd av så kallade trindyxor. Andra lösfynd tyder på en bebyggelseperiod under slutet av stenåldern - bronsåldern (2300–500 f.Kr.). Ett litet gravfält markerar att bebyggelse även fanns under äldre järnåldern (500 f.Kr.–400 e.Kr.).